# Schloss Grubno

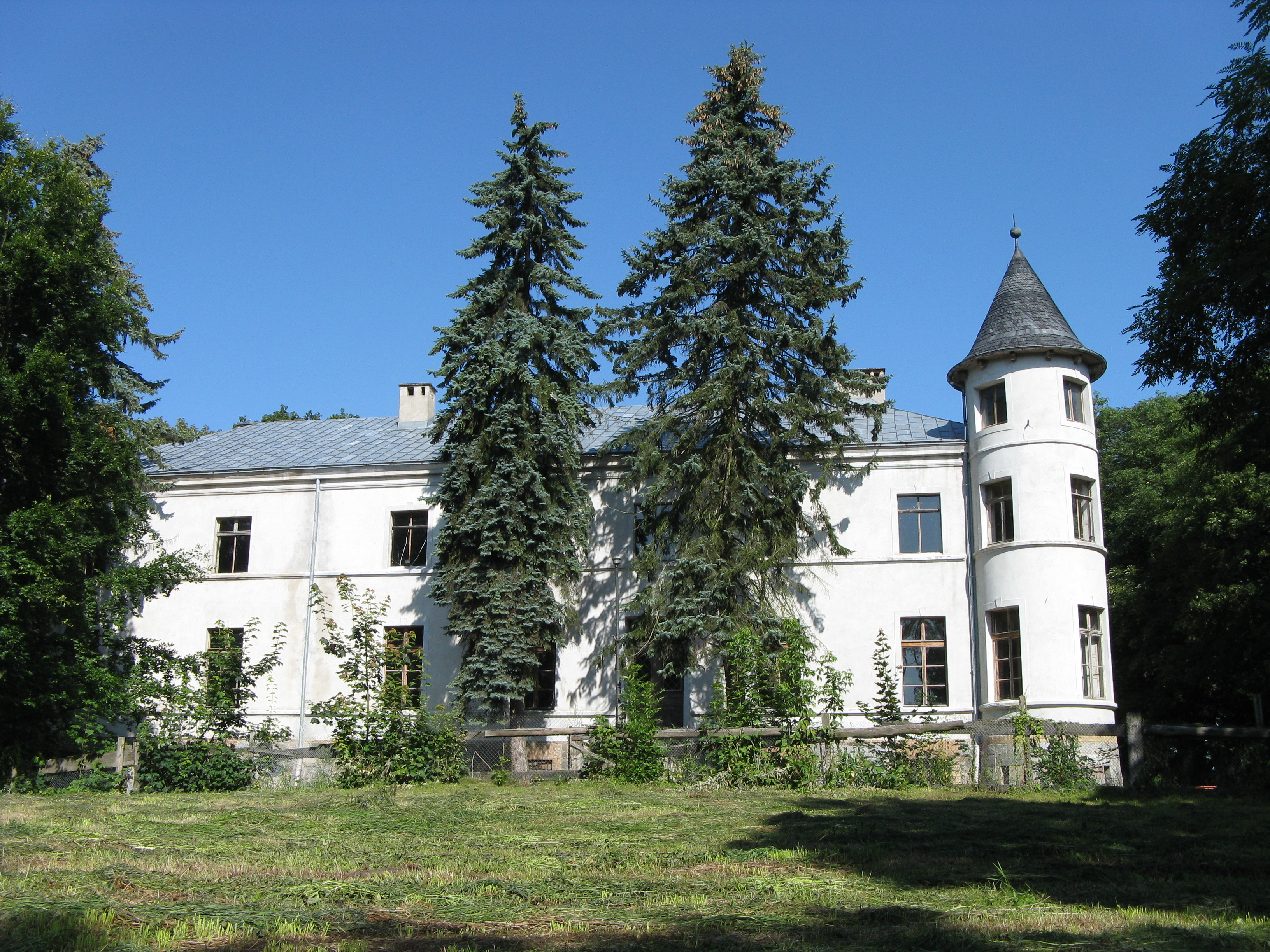
Schloss Grubno

Das Schloss Grubno (polnisch Pałac w Grubnie) befindet sich in Grubno im Powiat Chełmiński der Woiwodschaft Kujawien-Pommern in Polen. Bis 1945 gehörte es zu Westpreußen.

## Geschichte
Das Gut Grubno wurde Anfang des 13. Jahrhunderts in der zweiten Kulmer Handfeste urkundlich erwähnt. Mit der Ersten Teilung Polens gelangte das Gut an Preußen. Im 19. Jahrhundert gehörte es den Lenz, dann dem Hamburger Kaufmann Ruperti, der 1857–1858 ein neues Herrenhaus erbauen ließ. Nach dem Übergang an Polen infolge des Zweiten Weltkriegs 1945 wurde das Gut verstaatlicht und Sitz eines Bildungszentrums, später beherbergte es eine Landwirtschaftsschule.

## Bauwerk
Der spätklassizistische Bau auf rechteckigem Grundriss ist zweigeschossig. Zwei Türmchen an den Ecken der Vorderfront mit konischen Schieferdächern betonen den Bau. Die Fassade des Schlosses weist 11 Fensterachsen auf. Der Baukörper ist kompakt und mit einem von Konsolen getragenen Gesims verziert.